# Gare de Vernier-Meyrin Cargo
La gare Vernier-Meyrin Cargo est une gare ferroviaire située sur la commune de Meyrin, ouverte lors de la mise en service de la ligne de Lyon-Perrache à Genève. Cette gare devient un poste de gestion pour le service de marchandise de CFF Cargo. Elle a pour mission de décharger en partie la gare de marchandise de La Praille à la suite de la construction du CEVA.

## Situation ferroviaire
Établie à 433 mètres d'altitude, la gare de Vernier-Meyrin Cargo est située au point kilométrique (PK) 161,700 de la ligne de Châtelaine (bif) à la frontière vers Bellegarde, entre les gares de Meyrin et Vernier.

## Historique

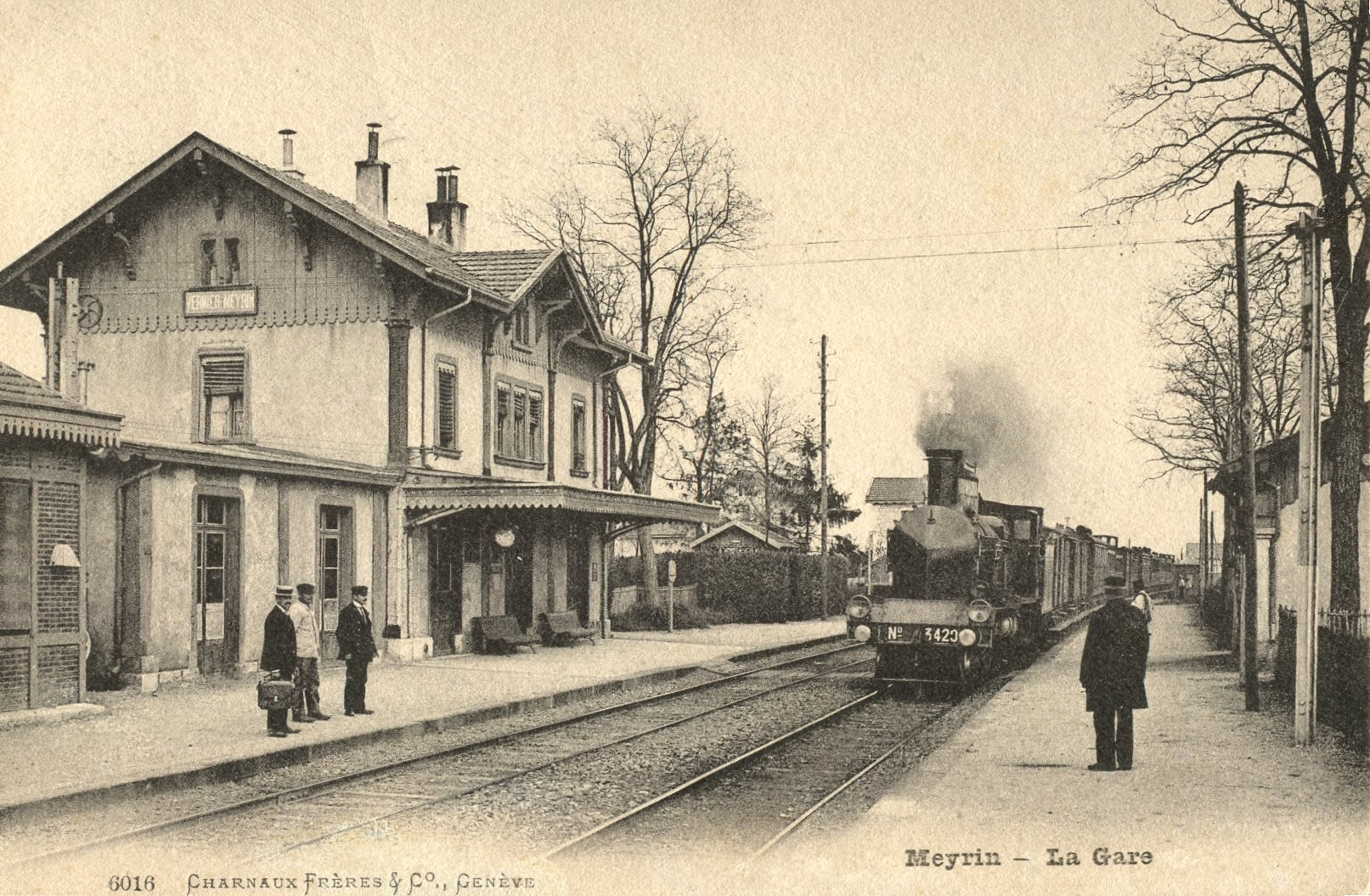
La gare de Vernier-Meyrin en 1907

Les premières discussions et les premières concessions pour la ligne sont accordées dès 1845, mais les divers évènements, tels que la Révolution de 1846 puis celle de 1848, ont pour conséquence d'ajourner le début des travaux au 23 janvier 1854. La ligne de chemin de fer de Lyon à Genève est inaugurée le 16 mars 1858 et deux jours plus tard suit l'ouverture à l'exploitation commerciale. Cette ligne de chemin de fer est la première à desservir la gare de Genève, et dès le début, elle est construite à double voie. Elle est électrifiée en 1956 selon les normes françaises, soit sous une tension de 1 500 V à courant continu. Bien que desservie par la SNCF, la ligne Genève − La Plaine est nationalisée en 1913, après la création des CFF.
Cette gare est une des trois stations avant la gare de Genève avec celles de La Plaine et de Satigny. Le bâtiment est construit en 1857, selon les plans de l'architecte Raymond Grillot et correspond au modèle-type des gares de troisième ordre de cette ligne, c'est-à-dire une construction en maçonnerie, deux niveaux avec au rez, le service et à l'étage, l'appartement. Les combles sont également aménagés. Depuis lors, de nombreux aménagements ont été apportés: percements, marquises.
D'autres arrêts sont également construits : celui de Meyrin Vieux-Bureau ainsi que l'arrêt Cointrin. Au début du siècle, elle prend le nom de gare de Vernier-Meyrin, puis en 1994, elle est fermée au trafic voyageurs au profit de Meyrin Vieux-Bureau qui est renommée gare de Meyrin en 2011. L'arrêt Cointrin est, quant à lui, renommé gare de Vernier.